# 岡崎天満宮
岡崎天満宮（おかざきてんまんぐう）は、愛知県岡崎市中町にある天満宮。

## 概要
通称：天満天神、伝馬天神（てんまてんじん）ともいう。
神社本庁包括下（愛知県神社庁岡崎支部管内）の神社で、旧社格は郷社。毎年9月23日から26日に行われる例大祭は「天満天神祭」とも呼ばれ、能見神明宮大祭（5月）、菅生神社の大祭（7月、8月）とともに岡崎三大祭の一つに数えられている。境内の梅の花も有名で、岡崎観光きらり百選に選ばれている。

## 由緒
社伝によれば、建保5年（1217年）8月23日、総持尼寺の鬼門除けとして、道臣命（みちおみのみこと）を勧請し、北野庄（現当神社鎮座地）に天神社を建立した。当時は伴天神や弓弦天神と称された。
元禄3年（1690年）、菅原道真を合祀して岡崎天満宮に改められた。社務は総持尼寺が掌握していたが、明治維新後の神仏分離令により分離された。

## 年表
- 1217年（建保5年）8月23日 - 天神社として建立。
- 1690年（元禄3年） - 菅原道真公を合祀し、社名を「岡崎天満宮」と改称する。
- 1872年（明治5年）9月18日 - 郷社に列格。
- 1907年（明治40年）10月26日 - 神饌幣帛料供進神社に指定される。
- 1945年（昭和20年）7月20日 - 岡崎空襲により、神楽殿以外の社殿を悉く全焼する。
- 1946年（昭和21年）9月25日 - 本殿（仮殿）を新築、神楽殿を移転修復し拝殿とする。
- 1952年（昭和27年）11月24日 - 宗教法人法により、「宗教法人岡崎天満宮」を設立。
- 1958年（昭和33年）9月23日 - 本殿造営、遷座祭を齋行。
- 1970年（昭和45年）3月25日 - 幣殿・拝殿・神饌所を新築。

## ギャラリー
- 昭和初期の鳥居
- 昭和初期の天満天神祭
- 本殿
- 境内にある梅園
- 9月に行われる天満天神祭
- 入口

## 祭事
9月23日から9月26日にかけて行われる例大祭は、両町、中大門、中天神、東中の4町のみ長持ち唄を歌いながら天満宮まで練り込み行列する。名物であった大規模な奉納花火は規模が縮小され、現在は中大門のみが境内で手筒花火を上げている。
上半期
- 1月1日 - 元旦祭
- 1月25日 - 初天神祭
- 2月3日 - 節分祭（豆撒き）
- （2月中旬 - 3月上旬） - 梅まつり
- 3月25日 - 春季大祭
- 4月3日 - 御鍬社祭
- 5月25日 - 英霊神社祭
- 6月29日 - 6月30日 - 夏越大祓式（茅の輪くぐり神事）

下半期
- 9月23日 - 9月26日 - 例大祭
- 11月25日 - 新嘗祭
- 12月31日 - 大祓式・除夜祭

毎月の祭事
- 毎月25日 - 月次祭

## 氏子区域
岡崎市内の梅園町1丁目、梅園町2丁目、梅園町3丁目、門前町、久右ヱ門町、花崗町、伝馬通1丁目、伝馬通2丁目、伝馬通3丁目、伝馬通4丁目、伝馬通5丁目、十王町、曙町1丁目、東曙町、西中町、中本町、両町、中町4丁目、中町5丁目、中町7丁目、東中町、中大門町、中天神町が氏子区域である。

## アクセス
鉄道
- 名鉄名古屋本線 東岡崎駅から車・タクシーで約5分。

路線バス
- 名鉄バス「市役所口」バス停下車、徒歩で約5分。